# Stazione di Laigueglia
La stazione di Laigueglia è una fermata ferroviaria posta lungo la linea Genova-Ventimiglia, al servizio dell'omonimo comune.
La fermata, che a fini commerciali RFI classifica nella categoria bronze, è dotata di un solo binario, è presente una macchinetta automatica per i biglietti, ma la stazione è sprovvista di personale ferroviario; in essa fermano treni regionali svolti da Trenitalia nell'ambito del contratto di servizio stipulato con la Regione Liguria.
In corrispondenza della stazione si trova una fermata della linea di autobus Andora-Finale Ligure operata da TPL Linea.